# Beriu (gmina)
Beriu – gmina w Rumunii, w okręgu Hunedoara. Obejmuje miejscowości Beriu, Căstău, Cucuiș, Măgureni, Orăștioara de Jos, Poieni, Sereca i Sibișel. W 2011 roku liczyła 3138 mieszkańców.